# Paraxerus
Paraxerus is een geslacht van zoogdieren uit de familie van de eekhoorns (Sciuridae). De wetenschappelijke naam van het geslacht werd in 1893 gepubliceerd door Charles Immanuel Forsyth Major.

## Soorten
Er worden 11 soorten in dit geslacht geplaatst:
- Paraxerus alexandri
- Paraxerus boehmi - Böhmeekhoorn
- Paraxerus cepapi
- Paraxerus cooperi
- Paraxerus flavovittis
- Paraxerus lucifer
- Paraxerus ochraceus
- Paraxerus palliatus - Roodstaarteekhoorn
- Paraxerus poensis
- Paraxerus vexillarius
- Paraxerus vincenti